# Cleveland Cavaliers 2013-2014
La stagione 2013-14 dei Cleveland Cavaliers fu la 44ª nella NBA per la franchigia.
I Cleveland Cavaliers arrivarono terzi nella Central Division della Eastern Conference con un record di 33-49, non qualificandosi per i play-off.

## Roster
| N° | Naz.                   | Ruolo | Sportivo            | Anno | Alt. | Peso |
| -- | ---------------------- | ----- | ------------------- | ---- | ---- | ---- |
| 0  | Stati Uniti (bandiera) | A     | C.J. Miles          | 1987 | 198  | 95   |
| 1  | Stati Uniti (bandiera) | G     | Jarrett Jack        | 1983 | 191  | 92   |
| 2  | Australia (bandiera)   | G     | Kyrie Irving        | 1992 | 188  | 82   |
| 3  | Stati Uniti (bandiera) | G     | Dion Waiters        | 1991 | 193  | 95   |
| 6  | Stati Uniti (bandiera) | A     | Earl Clark          | 1988 | 208  | 102  |
| 8  | Australia (bandiera)   | G     | Matthew Dellavedova | 1990 | 193  | 91   |
| 9  | Regno Unito (bandiera) | A     | Luol Deng           | 1985 | 203  | 100  |
| 10 | Russia (bandiera)      | A     | Sergej Karasëv      | 1993 | 201  | 92   |
| 13 | Canada (bandiera)      | A     | Tristan Thompson    | 1991 | 203  | 102  |
| 14 | Stati Uniti (bandiera) | C     | Henry Sims          | 1990 | 208  | 111  |
| 15 | Canada (bandiera)      | A     | Anthony Bennett     | 1993 | 203  | 109  |
| 17 | Brasile (bandiera)     | A     | Anderson Varejão    | 1982 | 211  | 118  |
| 21 | Stati Uniti (bandiera) | C     | Andrew Bynum        | 1987 | 213  | 129  |
| 24 | Stati Uniti (bandiera) | A     | Shane Edwards       | 1987 | 201  | 100  |
| 24 | Stati Uniti (bandiera) | G     | Scotty Hopson       | 1989 | 201  | 93   |
| 30 | Stati Uniti (bandiera) | G     | Carrick Felix       | 1989 | 198  | 91   |
| 31 | Stati Uniti (bandiera) | G     | Seth Curry          | 1990 | 188  | 84   |
| 32 | Stati Uniti (bandiera) | C     | Spencer Hawes       | 1988 | 213  | 111  |
| 33 | Stati Uniti (bandiera) | A     | Alonzo Gee          | 1987 | 198  | 99   |
| 40 | Stati Uniti (bandiera) | C     | Tyler Zeller        | 1990 | 213  | 116  |
| 50 | Stati Uniti (bandiera) | A     | Arinze Onuaku       | 1987 | 206  | 125  |

## Staff tecnico
- Allenatore: Mike Brown
- Vice-allenatori: Bernie Bickerstaff, Jim Boylan, Igor Kokoškov, Bret Brielmaier, Jamahl Mosley
- Vice-allenatori per lo sviluppo dei giocatori: Phil Handy, Vitalij Potapenko
- Preparatore fisico: Alex Moore
- Preparatore atletico: Stephen Spiro